# Сошице
Сошице су насељено место у општини Жумберак, до нове територијалне организације у саставу бивше општине Јастребарско, у Загребачкој жупанији, Хрватска.

## Географски положај
Налазе се на надморској висини од 559 метара. Село је смештено на јужним падинама Жумберачке Горе, 13 километара северозападно од Костањевца, седишта општине.

## Историја
За време Војне границе Сошице чине 11. чету Слуњске регименте. У урбару из 1830. године стоји да је „у селу официрска стража, са гркосједињеном жупном црквом и једном римокатоличком капелом, село са 35 кућа и 361 становником, од којих су 216 гркосједињени (унијати), а 145 римокатолици. Овде је осим тога од 1769. царско-краљевска тривијална школа и општински житни магазин. Одавде, даље на путу према Сопотама налазе се две пећине, од којих је једна врло значајна због своје окомите дубине. У Сошицама је племенити поседник Радић. Делови села су и засеоци: Боићи, Гарапићи, Горње Село, Ковачи, Маршићи и Тарачи".
У општини Сошици је почетком 20. века било 6549 становника, од којих је 2202 римо-католика, остало су Срби грко-католици (унијати). Место 1912. године припада управном срезу Јастребарско у загребачкој жупанији.

## Привреда
Привредна основа насеља је: пољопривреда, сточарство, текстилни производи, трговина и угоститељство.

## Становништво

### Број становника по пописима
| Националност   | 2001. | 1991. | 1981. | 1971. | 1961. | 1953. | 1948. | 1931. | 1921. | 1910. | 1900. | 1890. | 1880. | 1869. | 1857. |
| бр. становника | 99    | 122   | 205   | 294   | 357   | 391   | 347   | 466   | 424   | 459   | 515   | 484   | 450   | 410   | 259   |

### Национални састав
| Националност       | 1991.        | 1981.        | 1971.        | 1961.        |
| Хрвати             | 114 (93,44%) | 195 (95,12%) | 286 (97,27%) | 345 (96,63%) |
| Срби               | 1 (0,81%)    | 6 (2,92%)    | 1 (0,34%)    | 6 (1,68%)    |
| Југословени        | 3 (2,45%)    | 0            | 0            | 0            |
| остали и непознато | 4 (3,27%)    | 4 (1,95%)    | 7 (2,38%)    | 6 (1,68%)    |
| Укупно             | 122          | 205          | 294          | 357          |

## Карактеристике села
Сошичка школа је уз школу у Мрзлом Пољу Жумберачком, најстарија школа на Жумберку. Почела је са радом 1769. године. Село је добило водовод 1913. године заслугом начелника Храниловића-Вуне, а још се помиње да се у Сошицама до 1941. године одржавао највећи сајам (вашар) у северозападној Хрватској, а да је у селу у то доба било седам гостионица, четири трговине, пекара, пошта и куглана.
У Сошицама су од 1942. до априла 1944. године стално деловала месна, општинска, окружна и котарска руководства партизанског покрета. Крај месног гробља налази се и спомен-костурница 380 палих партизанских бораца коју су 1959. године подигли преживели борци са подручја Жумберка, Долењске и Беле Крајине.
Најчешћа презимена у селу су Храниловић и Радић, а пореклом из овог села су авангардисти "зенитисти" браћа Мицић, Љубомир и Бранислав (Бранко Ве Пољански), историчар Смичиклас, крижевачки унијатски епископ Илија Храниловић (1883-1889), песник Јован Храниловић, који је својим „Жумберачким елегијама“ опевао овај крај.

## Црква
У жупи која је основана 1775. године налази се унијатска црква „Светог Петра и Павла“ (грађена од 1750.-1755.) као и римокатоличка капела „Узнесења Блажене Дјевице Марије“ која припада жупи Свете Марије Магдалене из Доњег Оштрца.